# الطريق الوطنية رقم 19 (المغرب)
الطريق الوطنية رقم 19 هي طريق وطنية تربط بين الناظور وتندرارة (الحدود الجزائرية)، ويبلغ طولها الإجمالي 394 كلم.